# Zuid-Afrikaanse parlementsverkiezingen 1943
De Zuid-Afrikaanse parlementsverkiezingen van 1943 vonden op 7 juli 1943 plaats. De Verenigde Party van premier Jan Smuts verloor zetels ten opzichte van 1938, maar zij bleef beschikken over een absolute meerderheid. De Herenigde Nasionale Party van dr. Daniel François Malan, voorstander van apartheid en Zuid-Afrika's terugtrekking uit de Tweede Wereldoorlog behaalde 43 zetels (36%). De Afrikaner Party, een gematigde afscheiding van de HNP, van oud-premier James Barry Hertzog slaagde er niet in om zetels te veroveren.
De parlementsverkiezingen van 1943 waren de laatste pre-apartheidverkiezingen.

## Uitslag
| Partij                    | %     | zetels |
| ------------------------- | ----- | ------ |
| Verenigde Party           | 49,7% | 89     |
| Herenigde Nasionale Party | 36,7% | 43     |
| Labour Party              | 4,3%  | 9      |
| Dominion Party            | 3,3%  | 7      |
| Afrikaner Party           | 1,8%  | 0      |
| Onafhankelijken           | 3,4%  | 2      |
| Anderen                   | 0,7%  | 0      |
| Totaal                    | 99,9% | 150    |

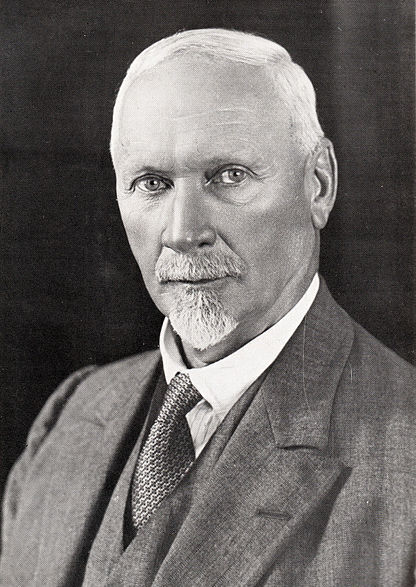
Jan Smuts
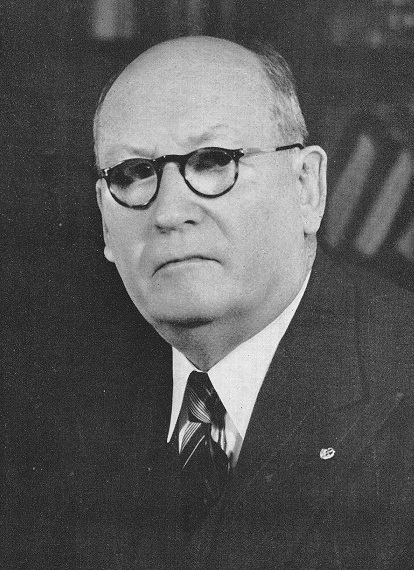
Daniel François Malan

Parlementsverkiezingen: 1910 · 1915 · 1920 · 1921 · 1924 · 1929 · 1933 · 1938 · 1943 · 1948 · 1953 · 1958 · 1961 · 1966 · 1970 · 1974 · 1977 · 1981 · 1984 · 1987 · 1989 · 1994 · 1999 · 2004 · 2009 · 2014 · 2019 · 2024

Referenda: 1960 · 1983 · 1992